# Небезпечний шлях
«Небезпечний шлях» (англ. A Dangerous Path) — роман у жанрі фентезі із серії «Коти-вояки», п'ята книга першого циклу «Пророцтва починаються».

## Сюжет
Клан ще не оговтався після великої пожежі, а на нього вже чекає небезпечне випробування. У прадавньому лісі оселилося зло. Щось невідоме і надзвичайно жорстоке полює на котів — щось, перед чим безсилі пазурі та зуби наймогутніших вояків. Зореклан намагається попередити Вогнесерда і Синьозірку про небезпеку. Та чи зможуть вони прислухатися до голосу пращурів і подолати власну ворожнечу, щоб урятувати Клан?

## Критика
Книга була зустрінута позитивно. Огляд BookLoons похвалив зростаючу напругу в книзі. Booklist  назвав книгу захоплюючою і похвалив її швидкий темп написання: «Гантер підтримує усталені характеристики своїх розумних кішок, які все ще зберігають свою котячу натуру. З неймовірною інтригою і швидкими діями, це одна з найбільш захоплюючих книг в серії».